# The Original High
The Original High — третий студийный альбом американского певца и автора песен Адама Ламберта, выход которого состоялся 12 июня 2015 года. Альбом вышел на новом лейбле исполнителя Warner Bros. Records, с которым он стал сотрудничать после ухода от RCA. Исполнительными продюсерами выступили Макс Мартин, Shellback, которые работали над синглами Whataya Want from Me и If I Had You из дебютного альбома исполнителя For Your Entertainment. Это первый альбом певца, получивший пометку Ненормативная лексика.
Первым синглом из альбома стал трек Ghost Town, выпущенный 21 апреля 2015 года.
25 августа 2015 года Адам на одном из немецких радио официально заявил, что следующим синглом станет песня Another Lonely Night.

## Создание
В июле 2013 года Адам Ламберт официально покинул лейбл RCA, на котором выпускал альбомы и синглы в течение 5 лет. Причиной «разрыва» контракта стали творческие разногласия в связи с тем, что RCA хотели, чтобы Ламберт записал альбом кавер-версий на песни 80-х годов. На следующий день после этого сообщения Адаму поступило предложение от Warner Bros. Records. О сотрудничестве певца с лейблом было официально подтверждено журналом Billboard в январе 2015 года вместе с информацией, что продюсерами новой работы, выход которой намечен на лето 2015, Адама Ламберта выступят Макс Мартин и Shellback. Записи песен для альбома проходили в 2014-15 годах в Швеции.
Название альбома было объявлено 29 января 2015 года в день рождения Адама. В марте 2015 в журнале Hunger TV было опубликовано интервью, из которого стали известны некоторые детали, относящиеся к новому альбому. Жанр альбома был охарактеризован как «серьезная поп-музыка».

## Коммерческий дебют
На рынке США музыкальные синоптики предсказывали, что альбом может войти в топ-10 американского чарта Billboard 200 с 35000 единицами в первую неделю. The Original High дебютировал в Billboard 200 на третьем месте с 42000 проданных копий, но в общей сложности 47000, включая проданные отдельно песни.
В чарте альбомов Великобритании третий альбом Ламберта дебютировал под номером 8, с проданными 9817 копиями CD, что дало Адаму его дебют в топ-10 Великобритании.
Альбом также достиг своей наивысшей точки в Нидерландах, стартовав с десятой позиции.

## Список композиций
| №   | Название                     | Автор(ы) | Длительность |
| --- | ---------------------------- | --- | ------------ |
| 1.  | «Ghost Town»                 | Adam Lambert Ali Payami Tobias Karlsson Max Martin Sterling Fox                                              | 3:28         |
| 2.  | «The Original High»          | Adam Lambert Andreas Schuller John West Shellback Savan Kotecha Mattias Larsson Robin Fredriksson Joe Janiak | 3:26         |
| 3.  | «Another Lonely Night»       | Adam Lambert Payami Sterling Fox Max Martin                                                                  | 3:48         |
| 4.  | «Underground»                | Joe Janiak Payami                                                                                            | 3:37         |
| 5.  | «There I Said It»            | Adam Lambert Janiak Payami                                                                                   | 4:21         |
| 6.  | «Rumors» (featuring Tove Lo) | Adam Lambert Oscar Görres Tove Lo Shellback                                                                  | 3:45         |
| 7.  | «Evil in the Night»          | Sterling Fox Shellback Savan Kotecha Payami Oscar Holter                                                     | 3:57         |
| 8.  | «Lucy» (featuring Brian May) | Adam Lambert Payami Freja Blomberg Fredrick Samsson                                                          | 3:32         |
| 9.  | «Things I Didn't Say»        | Adam Lambert Ilya Salmanzadeh Oscar Holter Savan Kotecha James Allan                                         | 3:58         |
| 10. | «The Light»                  | Linus Eklöw Tiffany Amber Svidden Lukas Loules                                                               | 3:35         |
| 11. | «Heavy Fire»                 | Adam Lambert Julia Karlsson Elin Blom Svidden Anton Rundberg Joakim Jarl Linus Eklöw Hampus Norlander        | 3:19         |

| №   | Название      | Автор(ы)                   | Длительность |
| --- | ------------- | -------------------------- | ------------ |
| 12. | «After Hours» | Adam Lambert Schuller West | 2:44         |
| 13. | «Shame»       | T. Karlsson Alan           | 3:26         |
| 14. | «These Boys»  | T. Karlsson Alan           | 3:25         |